# Viktor Kravtjenko
Viktor Andrejevitj Kravtjenko, född 11 oktober 1905, död 25 februari 1966, var en sovjetisk avhoppare. Han lämnade sin post i den sovjetiska inköpskommissionen i New York 1943 och sökte politisk asyl i USA. Sina upplevelser i det stalinistiska Sovjetunionen publicerade han i sin bok Jag valde friheten.
Kravtjenko växte upp i Ukraina, där han utbildade sig till ingenjör på Tekniska Institutet i Charkov. 1929 blev han medlem i kommunistpartiet. Som partifunktionär blev han tvungen att delta i kollektiviseringen av jordbruket. Stalin hade beordrat att "kulakerna skulle utrotas som klass", och Kravtjenko fick med egna ögon se hur politiken implementerades. Under detta uppdrag kom också Kravtjenko för första gången i säkerhetstjänstens (NKVD) klor. Som ung hade Kravtjenko gått på lantbruksskola, och han insåg att ett av problemen var att människorna svalt så mycket att de inte kunde bärga skördarna. Därför delade han ut säd och mjölk till bönderna så att de skulle bli starka och kunna skörda mer istället för att råttorna åt upp skörden. I sin rapport till partiet anklagade han andra partifunktionärer för att vara onödigt brutala. Dessa hämnades genom att ange Kravtjenko till NKVD för att ha tagit statens säd och mjölk och gett bort den.
Lite senare i livet, när Kravtjenko inlett sin bana som ingenjör i rör-industrin, blev han ytterligare en gång angiven för NKVD. Denna gång för att ha beställt onödig materiel och maskiner från utlandet. Igen utsattes han för hårda förhör och tortyr.
Kravtjenko avancerade dock, och fick högre och högre befattningar inom industrin. Som fabrikschef i Sibirien fick han se hur NKVD:s slavarbetsläger fungerade i praktiken. Fångarna bodde i närheten av fabrikerna och NKVD "hyrde ut" arbetskraften till fabrikerna.
Till slut hade Kravtjenko avancerat så långt att han i början av andra världskriget fick ingå i kommissionen som hanterade lend-lease affärerna med USA. Han fick där möjligheten att resa till USA, där han hoppade av och sökte politisk asyl. Han började omgående skriva ned sina minnen från Sovjettiden och publicerade boken Jag valde friheten (1946 originalutgåvan på engelska, 1947 på svenska). Boken väckte stor uppmärksamhet, och den kritiserades hårt i vänsterpressen. I Frankrike gick veckotidskriften Les Lettres Françaises 1948 så långt i sina artiklar att Kravtjenko stämde tidskriftens ansvariga utgivare och några journalister som signerat sina artiklar med namn för förtal. Rättegången som pågick från januari till april 1949 fick enorm uppmärksamhet eftersom det i praktiken var Stalins Sovjet som gick upp i rätten, och den betecknades av somliga som "århundradets rättegång". Kravtjenko hade annonserat efter och funnit en massa exil-sovjeter, de flesta från den av USA ockuperade delen av Tyskland. Dessa använde han som vittnen i sin bevisning att det han skrivit var sant. Försvaret var ganska lamt, och försökte egentligen bara smutskasta Kravtjenko. Rättens utslag var också att Kravtjenko blivit förtalad och ett skadestånd på 150.000 franc jämte rättegångskostnader. Efter överklagan nedsattes erättningen 1950 till symboliska 1 franc, då den skada Kravtjenko ansågs ha lidit av förtalet ansågs ha övervägs av den ökade publicitet boken fått genom rättegången. Kravtjenko beskriver rättegången och sammanfattar vittnesmålen i sin andra bok Jag valde sanningen.
1966 avled Kravtjenko efter skottskador från sin egen revolver. Den officiella versionen är att han tog sitt eget liv, men hans son Andrew menar att det var KGB som avrättat honom.